# Electronic Travel Authorisation (Wielka Brytania)
Electronic Travel Authorisation (w skrócie: ETA; pol. Elektroniczna Autoryzacja Podróży) – pozwolenie na podróż do Wielkiej Brytanii bez wizy, wymagane od obywateli zagranicznych, w celu odwiedzenia kraju lub tranzytu.
System ten, stanowiący część Ustawy o obywatelstwie i granicach z 2022 r., wykorzystuje internetowy wniosek, podane w którym informacje są sprawdzane w bazach danych bezpieczeństwa. Jeżeli system nie znajdzie niekorzystnych informacji o wnioskodawcy, zezwolenie na podróż udzielane jest automatycznie, w przeciwnym razie wniosek jest przekazywany do urzędnika, który podejmuje decyzję o przyznaniu zezwolenia. Oczekuje się, że system udzieli odpowiedzi w ciągu trzech dni roboczych.
Zezwolenie ETA na wjazd do Wielkiej Brytanii jest ważne przez dwa lata lub do czasu wygaśnięcia ważności paszportu wnioskodawcy, w zależności od tego, co nastąpi wcześniej. Można go wykorzystać na pobyt czasowy w celach turystycznych, w celu odwiedzenia rodziny i przyjaciół, w celach biznesowych, na studia, w celu wykonywania niektórych prac lub w celu tranzytu. Co prawda, ETA sama w sobie nie gwarantuje wjazdu do Wielkiej Brytanii.

## Historia
9 marca 2023 r. rząd Wielkiej Brytanii ogłosił plany wprowadzenia programu Elektronicznej Autoryzacji Podróży (ETA), który ma zastąpić program Elektronicznego Ruchu Bezwizowego dostępny dla obywateli krajów Rady Współpracy Zatoki Perskiej. Rząd planował również udostępnić ETA obywatelom Jordanii na początkowym etapie, a później wymagać ETA od innych obywateli państw obcych podróżujących do Wielkiej Brytanii bez wizy.
W dniu 6 czerwca 2023 r. ogłoszono, że koszt ETA wyniesie 10£ od wnioskodawcy.
Wnioski o ETA zostały otwarte dla obywateli Kataru 25 października 2023 r. na podróże od 15 listopada 2023 r., a dla obywateli innych krajów Rady Współpracy Zatoki Perskiej i Jordanii – 1 lutego 2024 r. na podróże od 22 lutego 2024 r.. Paszporty jordańskie zostały usunięte z programu ETA 10 września 2024 r. z powodu „nadużyć i naruszeń systemu”.

Po zniesieniu reżimu wizowego w lutym 2024 roku nastąpił znaczący wzrost liczby obywateli Jordanii, którzy podróżowali do Wielkiej Brytanii w celach niedozwolonych na podstawie przepisów dotyczących wiz turystycznych i Elektronicznego Zezwolenia na Podróż (ETA), takich jak życie, praca lub ubieganie się o azyl w Wielkiej Brytanii.

Home Office ogłosił, iż obywatele krajów spoza Europy, którzy nie posiadają wizy, będą mogli ubiegać się o ETA od 27 listopada 2024 r. i będą mogli z niej skorzystać, aby wjechać do Wielkiej Brytanii od 8 stycznia 2025 r. Obywatele krajów europejskich, niepotrzebujący wizy, będą mogli się o nią ubiegać od 5 marca 2025 r. i wykorzystać ją do podróży do Wielkiej Brytanii od 2 kwietnia 2025 r..

## Zobowiązane kraje
Od 2024 r. obywatele następujących krajów podróżujący do Wielkiej Brytanii bez wizy muszą posiadać ETA:
| - Bahrajn - Kuwejt - Oman | - Katar - Arabia Saudyjska - Zjednoczone Emiraty Arabskie |

W dniu 10 września 2024 r. rząd Wielkiej Brytanii ogłosił daty, od których ETA będzie obowiązywać dla obywateli państw dotychczas nieobjętych obowiązkiem wizowym (z wyjątkiem Irlandii):
Państwa, obywatele których mogą ubiegać się od 27 listopada 2024 r. o podróż do Wielkiej Brytanii z ETA od 8 stycznia 2025 r.:
| - Antigua i Barbuda - Argentyna - Australia - Bahamy - Barbados - Belize - Botswana - Brazylia - Wielka Brytania (BN(O)) - Brunei |  | - Kanada - Chile - Kolumbia - Kostaryka - Grenada - Gwatemala - Gujana - Hongkong - Izrael - Japonia |  | - Kiribati - Makau - Malezja - Malediwy - Wyspy Marshalla - Mauritius - Meksyk - Mikronezja - Nauru - Nowa Zelandia |  | - Nikaragua - Palau - Panama - Papua-Nowa Gwinea - Paragwaj - Peru - Saint Kitts i Nevis - Saint Lucia - Saint Vincent i Grenadyny - Samoa |  | - Seszele - Singapur - Wyspy Salomona - Korea Południowa - Tajwan - Tonga - Trynidad i Tobago - Tuvalu - Stany Zjednoczone - Urugwaj |

Państwa, obywatele których mogą ubiegać się od 5 marca 2025 r. o podróż do Wielkiej Brytanii z ETA od 2 kwietnia 2025 r.:
| - Unia Europejska – państwa członkowskie (poza Irlandią) |                                     |                                     |
| - Andora - Islandia                                      | - Liechtenstein - Monako - Norwegia | - San Marino - Szwajcaria - Watykan |

## Wyjątki
Następujące klasy osób nie potrzebują ETA:
- Obywatele Wielkiej Brytanii
- Poddani Brytyjscy z prawem do stałego pobytu w Wielkiej Brytanii
- Obywatele terytoriów zamorskich Wielkiej Brytanii
- Obywatele Irlandii, z wyjątkiem osób objętych brytyjskim nakazem deportacji, decyzją o zakazie wjazdu lub międzynarodowym zakazem podróży
- Posiadacze zezwolenia na wjazd lub pozwolenia na pobyt w Wielkiej Brytanii, takiego jak wiza brytyjska lub karta pobytu.
- Osoby zwolnione z kontroli imigracyjnej w Wielkiej Brytanii
- Rezydenci Irlandii podróżujący do Wielkiej Brytanii z innych części Common Travel Area (Irlandia, Guernsey, Jersey i Wyspa Man).

## Wniosek
Wnioski o ETA preferowanie składa się najlepiej poprzez aplikację na telefon komórkowy – UK ETA, dostępnej w App Store i Google Play. Wnioski można również składać online na stronie internetowej rządu Wielkiej Brytanii. Każdy podróżny, w tym dzieci i niemowlęta, musi posiadać indywidualne ETA.
Osoby ubiegające się o ETA muszą:
- Przesłać lub zrobić zdjęcie swojego paszportu
- Zeskanować paszport, jeśli zawiera elektroniczny chip i urządzenie mobilne może go odczytać
- Zeskanować twarze, z wyjątkiem dzieci w wieku 9 lat i młodszych
- Przesłać lub zrobić zdjęcie siebie
- Odpowiedzieć na pytania dotyczące adresu, pracy, przeszłości kryminalnej i innych obywatelstw, jeśli się je ma.
- Jeżeli wnioskodawca jest osobą niepełnoletnią, należy podać dane kontaktowe osoby sprawującej władzę rodzicielską nad wnioskodawcą.
- Uiścić opłatę w wysokości 10£ kartą kredytową, kartą debetową, Apple Pay lub Google Pay
- Mieć dostęp do poczty e-mail

Informacje dotyczące wnioskodawcy są weryfikowane w bazach danych bezpieczeństwa. Jeżeli system nie znajdzie niekorzystnych informacji o wnioskodawcy, zezwolenie na podróż udzielane jest automatycznie, w przeciwnym razie wniosek jest przekazywany do urzędnika, który podejmuje decyzję o udzieleniu zezwolenia. Decyzja jest wysyłana do wnioskodawcy pocztą elektroniczną, zazwyczaj w ciągu trzech dni roboczych.
W przypadku zatwierdzenia wniosek ETA zostanie cyfrowo powiązany z paszportem wnioskodawcy, co oznacza, że nie musi on okazywać żadnych innych dokumentów przy wjeździe do Wielkiej Brytanii. ETA uprawnia do wielokrotnego wjazdu przez okres dwóch lat lub do upływu terminu ważności paszportu wnioskodawcy, w zależności od tego, co nastąpi wcześniej. ETA może być wykorzystywana do pobytu tymczasowego w celach turystycznych, odwiedzin rodziny i przyjaciół, w celach biznesowych, nauki, w celu wykonywania niektórych rodzajów pracy lub tranzytu.

## Egzekwowanie
Od przewoźników do Wielkiej Brytanii oczekuje się sprawdzenia, czy osoby te posiadają odpowiednie zezwolenie na podróż, w formie dokumentu lub cyfrowej, przed sprowadzeniem ich do Wielkiej Brytanii. W przeciwnym razie mogą zostać obciążeni karą pieniężną.
Osoby przybywające do Wielkiej Brytanii bez brytyjskiej ETA mogą spotkać się z odmową wjazdu, jeżeli nie posiadają zwolnienia. ETA sama w sobie nie gwarantuje jednak wjazdu do Wielkiej Brytanii.
Uzyskanie ETA drogą oszustwa jest przestępstwem.